# Magalhães Barata
Joaquim de Magalhães Cardoso  Barata (Belém, 2 de junho de 1888 — 29 de maio de 1959) foi um militar e político brasileiro.

## Biografia
Filho de Antônio Marcelino Cardoso Barata e Gabrina de Magalhães Barata.
Foi interventor federal no Pará, de 12 de novembro de 1930 a 12 de abril de 1935. Saindo de um movimento revolucionário afinal vitorioso, com a renúncia de Washington Luís, tinha poderes quase absolutos, dado que se vivia em regime de exceção.
Em 1935, uma cisão no Partido Liberal inviabilizou sua eleição para o governo do estado pelo voto direto, sepultando uma vitória que era considerada praticamente certa. O adversário era Lauro Sodré, então com 77 anos, candidato lançado pela Frente Única. Os tumultos e as cenas de violência que se seguiram, ameaçando instalar o caos no Pará, levaram Getúlio Vargas a intervir mais uma vez na política local, sendo nomeado interventor José Carneiro da Gama Malcher.
Eleito senador em 1945, Barata disputou e perdeu a eleição para o governo em 1950 para o general Alexandre Zacharias de Assumpção. Cinco anos depois, disputou novamente, contra Epílogo de Campos, e venceu por uma diferença de 1743 votos, após oito meses de batalha judicial. Estava no exercício do cargo quando morreu, em 1959.